# مادلین آلبرایت
مادلین کربل آلبرایت (به انگلیسی: Madeleine Korbel Albright) با نام  اصلی ماریا جانا کوربلوا (به انگلیسی: Marie Jana Korbelová) (۱۵ مه ۱۹۳۷ – ۲۳ مارس ۲۰۲۲) نخستین زن در جایگاه وزیر امور خارجه ایالات متحده آمریکا بود. آلبرایت در مارس ۲۰۱۳ توسط گاردین به عنوان یکی از پنجاه‌تن از بهترین لباس‌پوشان بالای ۵۰ سال معرفی‌شد.

## آغاز زندگی
ماریا جانا کوربلوا در ۱۵ مه ۱۹۳۷ در پراگ، چکسلواکی زاده‌شد. خانواده او را «مادلا» و «مادلنکا» صدا می‌زدند. وی از یک خانواده اصالتاً یهودی بود. والدین او در سال ۱۹۴۱برای جلوگیری از یهودستیزی به کاتولیک گرویدند. خانواده آلبرایت به دلیل آزار و اذیت یهودیان پیش از مهاجرت به ایالات متحده، هرگز دربارهٔ اصل و نسب یهودی خانواده به او چیزی نگفتند. در ۱۹۹۷ مدت کوتاهی پس از رسیدن آلبرایت به وزارت امور خارجه رسید واشینگتن پست در مورد میراث یهودی آلبرایت گزارش داد. آلبرایت در پاسخ گفت که این گزارش یک «سورپرایز بزرگ» بود. او تا ۵۹ سالگی نمی‌دانست هر دو والدینش در خانواده‌های یهودی زاده و بزرگ شده‌اند. بیش از ۱۰ تن از والدین بزرگ آلبرایت در جنگ جهانی دوم در هولوکاست جان خود را از دست دادند.
پدر وی، ژوزف کوربال، تا پیش از جنگ جهانی دوم، کارمند وزارت امور خارجه بود. اما با حمله آلمان نازی به چکسلواکی در سال ۱۹۳۹ خانواده او به بریتانیا پناهنده شدند و پدرش در بی‌بی‌سی کارکرد.

## مهاجرت به آمریکا
با پایان جنگ، خانواده کوربلوا خیلی زود به چکسلواکی بازگشتند و پدر ماریا نخست به عنوان سفیر و سپس نماینده چکسلواکی در سازمان ملل متحد منصوب‌شد. اما با تسلط کمونیست‌ها بر چکسلواکی، در ۱۹۴۸خانواده او به ایالات متحده آمریکا پناهنده شدند. پدر مادلین در آمریکا به تدریس علوم سیاسی پرداخت. او استاد کاندولیزا رایس و پایه‌گذار دانشکده روابط بین‌الملل دانشگاه دنور بود.
در هنگام مهاجرت به آمریکا مادلین به علت زندگی در چندین کشور با زبان‌های انگلیسی، روسی و چکی، فرانسوی، آلمانی، لهستانی، و صربی کرواتی آشنا بود. برای او سازگاری با فرهنگ آمریکایی دشوار بود؛ زیرا والدینش به شدت به فرهنگ و آداب اروپایی پایبند بودند. او پس از اینکه در سال ۱۹۵۰ شهروندی ایالات متحده آمریکا را گرفت نام خود را به «مادلین» تغییرداد. پس از پایان دبیرستان، با دریافت یک بورس تحصیلی به کالج ولزلی در ماساچوست رفت به تحصیل در رشته علوم سیاسی پرداخت. او در زمان تحصیل به حزب دموکرات علاقمندشد. همچنین در آن دانشگاه با جوزف مدیل پترسون آلبرایت (فرزند یک خانواده سرشناس در صنعت چاپ) آشنا شد و پس از فارغ‌التحصیلی با او ازدواج کرد. او در زمان ازدواج در سال ۱۹۵۹ به کلیسای اسقفی گروید. نخستین فرزندان آنها دو دختر دوقلو به نام‌های آلیس و آن در سال ۱۹۶۰ زاده شدند. دختر سوم این زوج به نام کاترین در سال ۱۹۶۷ به دنیا آمد.

## ورود به سیاست
در اواخر دهه ۱۹۶۰ خانواده آلبرایت به واشینگتن، دی.سی. بازگشت و آلبرایت از طریق کار با ادموند موسکی، سناتور ایالت مین، وارد جهان سیاست شد.
مادلین آلبرایت در سال ۱۹۷۵ دکترای خود را از دانشگاه کلمبیا در رشته حقوق و دولت مدنی گرفت و در ۱۹۷۸ زبیگنیف برژینسکی، استاد او در دانشگاه کلمبیا نخستین کار دولتی را برای کمک در ارتباط با کنگره به او پیشنهاد کرد. با آغاز ریاست‌جمهوری رونالد ریگان، مادلین آلبرایت به کار برای سازمان‌های غیرانتفاعی پرداخت. در سال ۱۹۸۲ همسرش پس از ۲۳ سال زندگی زناشویی، به‌طور ناگهانی از او جداشد.

## وزارت امور خارجه
در سال ۱۹۹۲ بیل کلینتون از آلبرایت خواست تا در انتقال قدرت از دولت جورج بوش پدر به او کمک کند و بعداً او را به عنوان نماینده آمریکا در سازمان ملل منصوب کرد. او در این مدت به شدت از منافع ایالات متحده و دموکراسی دفاع می‌کرد. آشنایی آلبرایت با نظام‌های فاشیستی و کمونیستی به او کمک‌کرد. او دردناک‌ترین خاطره خود از این دوره را شکست جامعه بین‌المللی در توقف نسل‌کشی رواندا می‌دانست.
بیل کلینتون در دوره دوم ریاست جمهوری خود، آلبرایت را به عنوان وزیر امور خارجه آمریکا منصوب کرد. او در پیشبرد مذاکرات اعراب و اسرائیل در دوره کلینتون نقشی اساسی داشت.

### سنجاق سینه
مادلین آلبرایت برای بیان دیدگاه‌های دیپلماتیک خود از سنجاق سینه استفاده می‌کرد. برای نمونه در یک مورد که جاسوسان روس به شنود پرداخته بودند او گل سینه‌ای به شکل یک حشره را به سینه زد. در انگلیسی واژه bug هم‌معنی حشره و هم شنود دارد. یک بار دیگر در دیدار با ولادیمیر پوتین، کفیل وقت ریاست‌جمهوری روسیه، گل سینه سه میمون «بد نبین، بد نگو، بد نشنو» را به سینه زده بود. به این معنی که رویکردش در مورد سیاست روسیه در قبال شورشیان چچن را با بیان‌کند.

## پس از وزارت
مادلین آلبرایت پس از پایان دوره وزارت، مادلین آلبرایت یک شرکت مشاوره سیاسی بازکرد و مدت کوتاهی به عنوان عضو هیئت مدیره در بورس نیویورک کار کرد. او همچنین در بنیادهای گوناگون و جلسات و سخنرانی‌ها و حتی برخی برنامه‌های تلویزیونی شرکت‌می‌کرد.
مادلین آلبرایت در سال ۲۰۱۸ در کتاب فاشیسم: یک هشدار نگرانی خود دربارهٔ گسترش حکومت‌های اقتدارگرا در سراسر جهان را بیان کرد. او مخالف سیاست‌های دونالد ترامپ بود.
آلبرایت کرسی استادی دانشگاه جرج‌تاون را بر عهده داشت.
آلبرایت در سال ۲۰۱۲ نشان افتخار آزادی رئیس‌جمهوری را دریافت‌کرد.

## درگذشت
مادلین آلبرایت در ۲۳ مارس ۲۰۲۲ در سن ۸۴ سالگی بر اثر ابتلاء به سرطان در واشینگتن، دی. سی درگذشت. بسیاری از شخصیت‌های سیاسی از جمله رؤسای جمهور بیل کلینتون، جورج دبلیو بوش، باراک اوباما و جو بایدن و تونی بلر، نخست‌وزیر سابق بریتانیا، به او ادای احترام کردند.